# Thomas Rackett
 (juin 2019).
Si vous disposez d'ouvrages ou d'articles de référence ou si vous connaissez des sites web de qualité traitant du thème abordé ici, merci de compléter l'article en donnant les références utiles à sa vérifiabilité et en les liant à la section « Notes et références ».
Le révérend Thomas Rackett est un naturaliste britannique, né en 1756 et mort le 29 novembre 1840.
Il devient membre de la Royal Society le 17 février 1803. Il fait paraître en 1832 à Londres A Description of Otterden Place and Church, and of the archiepiscopal palace at Charing, in the county of Kent. Accompanied by genealogical memoirs of the family of Wheler, etc.